# Congreso General del Pueblo
El Congreso General del Pueblo (CGP) (árabe: المؤتمر الشعبي العام; transliterado: Al-Mu'tamar Aš-Ša'abi Al-'Aam) es un partido político de Yemen. Es el principal partido del país, dominando completamente su vida política al controlar la Asamblea de Representantes y la presidencia.
El Congreso General del Pueblo fue fundado en 1982 en Yemen del Norte, siendo el único partido que controlaba y dirigía el sistema político durante esa época.  El Congreso General del Pueblo no apareció a raíz de un movimiento social o ideológico, sino que surgió como una organización para apoyar al presidente Ali Abdullah Saleh y competir contra otros grupos que proliferaban en el momento de su creación.
En términos generales, el Congreso General del Pueblo se adhiere a los principios democráticos, al mantenimiento de los valores del Islam y a la promoción del sector privado.

## Historia
En 1990, Yemen del Norte y la República Popular Democrática de Yemen del Sur se unificaron, convirtiéndose en un único Estado y quedando bajo la autoridad del hasta entonces presidente de Yemen del Norte, Ali Abdullah Saleh y de su partido, el Congreso General del Pueblo.

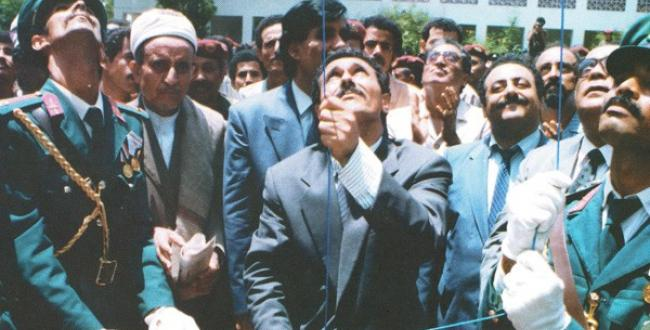
Unificación de Yemen, 1990

Yemen del Sur llevaba siendo de dominio británico desde 1967, mientras que Yemen del Norte, independiente desde el final de la 1.ª Guerra Mundial, llevaba gobernada por la tribu de los zaidíes bajo el imanato chií desde hace más de 1000 años. El fin de la Guerra Fría y la vuelta de los combatientes yemeníes de Afganistán a partir de 1988 propiciaron la unificación de ambos países. El nuevo Estado pasó a denominarse República de Yemen, convirtiendo Saná, la cual era ciudad principal de Yemen del Norte, en su capital.
Tras la unificación de Yemen, se aprobó el multipartidismo en la constitución yemení. De este modo, varios grupos que existían bajo la estructura del Congreso General del Pueblo se separaron y crearon sus propias formaciones políticas o se unieron a otros movimientos provenientes de la ya antigua Yemen del Sur. Desde el momento de la unificación hasta las primeras elecciones parlamentarias de 1993, el Congreso General del Pueblo gobernaba en coalición junto con el Partido Socialista de Yemen, siguiendo el Acuerdo de Unificación de 1990.

## Ideología
El Congreso General del Pueblo se define como "una organización política del pueblo creada para continuar con la unidad y el movimiento nacional yemení". Como mencionado anteriormente, el presidente Ali Abdalah Saleh formó el Congreso General del Pueblo para competir contra otros partidos, en este caso, contra los socialistas del Sur y los islamistas del Norte. El partido de Saleh reunió a un gran espectro de fuerzas políticas: izquierdistas, nasseristas, islamistas, liberales, baazistas y socialistas refugiados del Sur.
Además de tener una variedad de ideologías políticas, el Congreso General del Pueblo también congregó a diferentes facciones religiosas y grupos tribales. Los puestos de liderazgo del partido incluían a musulmanes de las tribus zaidíes y shafíes, y contaba con representantes de todas las regiones y tribus del país. Esto se debe principalmente a que el presidente Saleh utilizaba a líderes religiosos para promover la influencia del Congreso General del Pueblo en diferentes regiones.

El Presidente Saleh junto con su hermano, Mohammed Abdullah Saleh Afash, responsable de la Guardia.

Durante los primeros años de Gobierno de Yemen, el Congreso General del Pueblo, completamente controlado por el propio Saleh, era utilizado como medio de movilización popular y como forma de ganar las elecciones. A pesar de contar con representantes de la mayoría de grupos regionales, religiosos y tribales, los miembros políticos con más poder fueron principalmente aquellos con una relación personal, familiar o tribal con Saleh. En este sentido, la política de Saleh se basó en una política clientelar, designando a miembros de su círculo en puestos clave. Dejó en manos de su hermano la dirección de la guardia, y colocó a miembros de su tribu en puestos de responsabilidad del Ejército.
Para mantenerse en el poder, Saleh no dudó en establecer alianzas con los movimientos islamistas. Potenciar el islamismo político fue uno de los componentes más importantes de la política de Saleh. En 1994, se modificó la Constitución para reconocer la sharía como fuente de toda legislación.

## Demografía electoral
A mediados de los años 90, la tribu sanhan albergaba "el 48% de los puestos políticos relevantes y el 70% de empleos públicos", lo que otorgaba un gran poder a Saleh. Desde la celebración de las elecciones de 1997, los principales partidos políticos de Yemen han promovido grandes campañas para atraer más miembros. En 1997, el Congreso General del Pueblo contaba con alrededor de un millón de miembros.
Desde principios de los 2000, el Congreso General del Pueblo contó con un gran apoyo en la mayoría de regiones del país, con algunas zonas con más apoyo que otras. Por ejemplo, el Partido Islah sacaba ventaja al Congreso General del Pueblo en la región de Hadramaut tras las elecciones de 1997.

## Resultados electorales

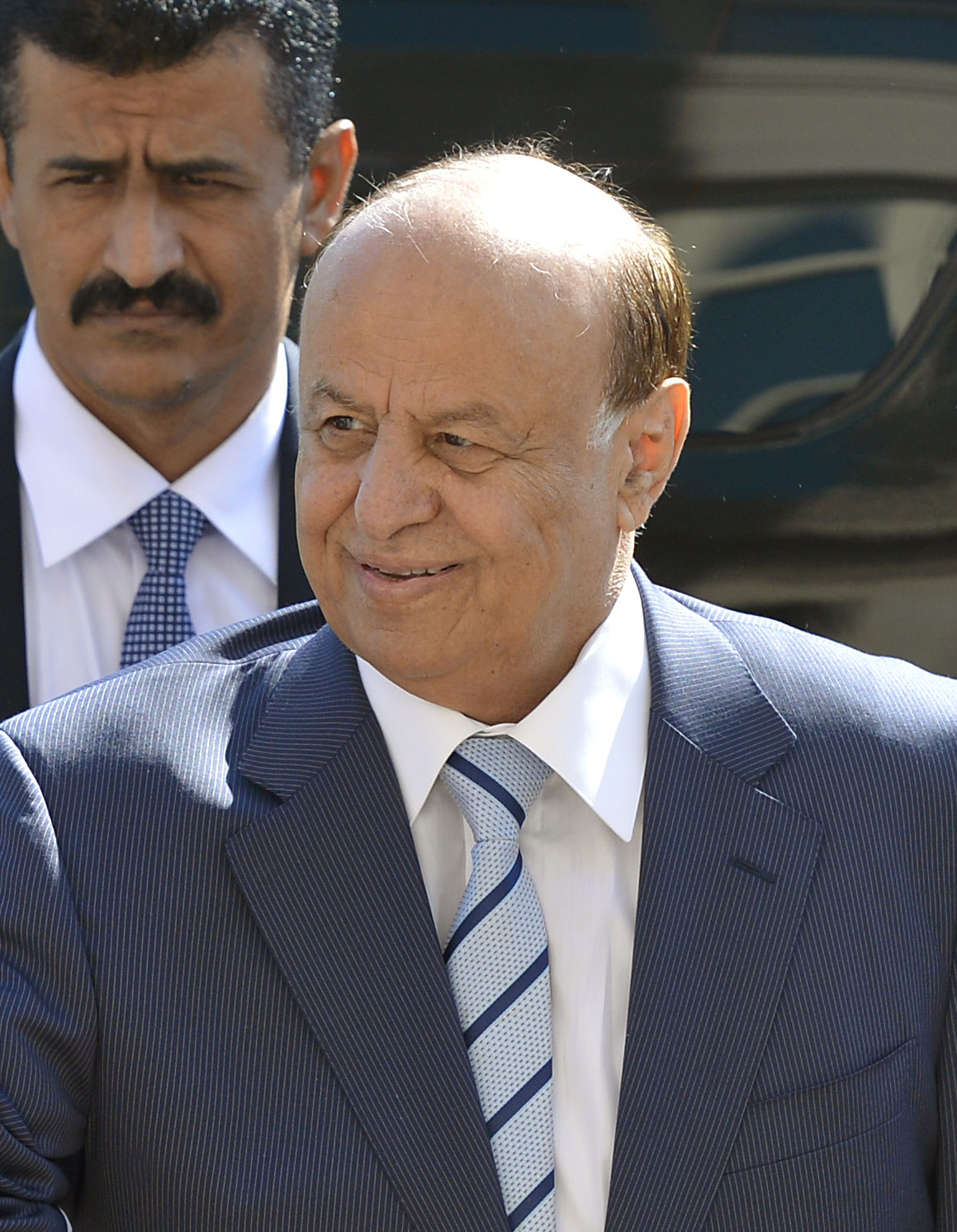
Abdo Rabo Mansur Hadi, 2013.

Las primeras elecciones parlamentarias de Yemen se celebraron en 1993, en las que contaron con un 80% de participación. En ellas, el Congreso General del Pueblo ganó 122 de los 301 escaños. En las siguientes elecciones, en 1997, el Congreso General del Pueblo ganó 224 escaños.
En las elecciones presidenciales de 1999, Saleh se convierte en "el primer presidente de Yemen elegido por sufragio universal, por el 96,3% de los votos". Su único rival en los comicios fue otro miembro de su mismo partido. En las elecciones de 2006, Saleh vuelve a ser elegido presidente.
En las elecciones presidenciales de Yemen de 2012, tras la dimisión del Saleh, el partido apoyó la candidatura presidencial de Abd Rabbuh Mansur Al-Hadi, quien salió electo presidente de Yemen con casi el 99% de los votos. Las razones que llevaron a a Saleh a presentar su dimisión fueron: la situación sociopolítica del país, la intervención internacional y las constantes protestas contra su gobierno a raíz de la Primavera Árabe iniciada en enero de 2011.

## Revolución yemení (2011-2012)

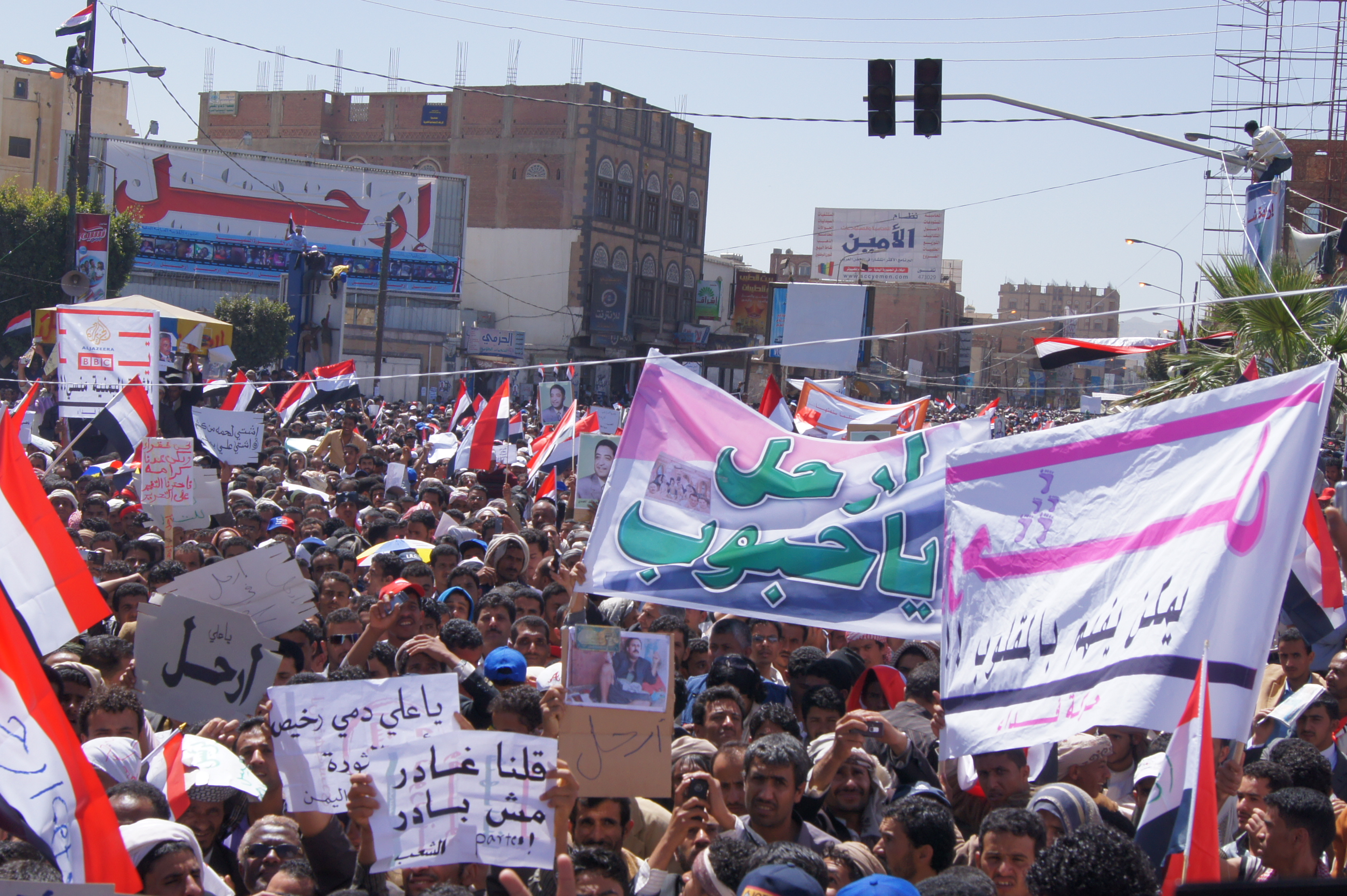
Protesta popular en Saná, revolución yemení 2011-2012

La Primavera Árabe de 2011 también llegó a Yemen, donde una masa popular reclamó la dimisión de Saleh como presidente. Así mismo, a principios de ese año, el Congreso General del Pueblo se encontraba debatiendo una serie de enmiendas constitucionales en el Parlamento con el objeto de eliminar el artículo de la Constitución yemení que establecía los límites del mandato presidencial, lo que permitiría que el Presidente Saleh se presentara a las elecciones ilimitadamente. Sin embargo, en junio de ese mismo año, Saleh sufre un atentado, dejándolo gravemente herido y acaba delegando sus poderes en el vicepresidente, Abdo Rabo Mansur Hadi.
A finales de 2011 el Gobierno de Saleh convoca elecciones presidenciales anticipadas, previstas para el año 2013. La Comisión Suprema Electoral yemení anunció que el 99,8% de los electores votaron a favor de Abdo Rabo Mansur Hadi como presidente del país. La elección de Hadi supuso la salida definitiva de Saleh del poder, aun así, Saleh siguió teniendo un papel clave en la política de Yemen.

## Actualidad
El 4 de diciembre de 2017, Ali Abdalah Saleh, fundador del Congreso General del Pueblo, es asesinado por fuerzas hutíes. Pese a que desde 2012 Abd Rabbag Mansur al-Hadi lidera el partido, el fin de Saleh tambaleó el futuro del Congreso General del Pueblo. Desde entonces el partido se ha caracterizado por la fragmentación y la disputa interna por obtener el liderazgo. Tras la muerte de Saleh, la facción Hutí eligió a Sadeq Amin Abu Rass como nuevo líder del partido.
Un análisis publicado en un portal web de noticias yemení indica que el partido está dividido en varias facciones: uno leal a los Hutíes, otro leal al gobierno de Mansur al-Hadi, una leal a Ahmed Saleh y uno donde convergen miembros de las tres facciones. Fadhl Mohammed, profesor de psicología y comentarista de la actualidad yemení, indicó que al morir Saleh, "el partido murió con él".

## Resultados electorales

### Elecciones presidenciales
|  | 96.20 % |

|  | 77.17 % |

|  | 100 % |

### Elecciones parlamentarias
| Año  | Votos     | %     | Escaños | +/− | Gobierno            |
| ---- | --------- | ----- | ------- | --- | ------------------- |
| 1993 | 640.523   | 28,69 | 123/301 |     | Gobierno en minoría |
| 1997 | 1.175.343 | 43,10 | 187/301 | 64  | Gobierno en mayoría |
| 2003 | 3.465.117 | 57,79 | 229/301 | 42  | Gobierno en mayoría |